# حوزه انتخابیه اردل، فارسان، کوهرنگ و کیار
حوزهٔ انتخاباتی اردل، فارسان، کوهرنگ و کیار، یکی از حوزه‌های استان چهارمحال و بختیاری برای انتخابات مجلس شورای اسلامی است. این حوزه به مرکزیت اردل، ۱ نماینده دارد.
شهرهای اردل، فارسان، چلگرد، شلمزار و گهرو مهم‌ترین شهرهای این حوزه می‌باشند.

## وضعیت فعلی
طبق تقسیمات کشوری کنونی وضعیت حوزه بدین شرح است:
| شهرستان | بخش‌ها                    | جمیعت (۱۳۹۰) |
| ------- | ------------------------ | ------------ |
| اردل    | شهر اردل، مرکزی، میانکوه |              |
| فارسان  | شهر فارسان، مرکزی        |              |
| کوهرنگ  | شهر چلگرد، مرکزی، بازفت  |              |
| کیار    | شهر شلمزار، مرکزی، ناغان |              |
| مجموع   | مجموع                    | ۲۳۵٬۳۲۷      |

## پی‌نوشت و منبع
1. ↑  «نتایج سرشماری عمومی نفوس و مسکن ۱۳۹۰، جمعیت شهرستان‌های کشور» (PDF). درگاه ملی آمار. بایگانی‌شده از اصلی (PDF) در ۱۱ مارس ۲۰۱۳. دریافت‌شده در شهریور ۱۳۹۰. تاریخ وارد شده در |تاریخ بازدید= را بررسی کنید (کمک)

- «جدول حوزه‌های انتخابیه در انتخابات نهمین دورهٔ مجلس شورای اسلامی» (PDF). مرکز پژوهش و سنجش افکار صدا و سیما. بایگانی‌شده از اصلی (PDF) در ۵ اكتبر ۲۰۱۸. دریافت‌شده در ۲۴ دسامبر ۲۰۱۵. تاریخ وارد شده در |archive-date= را بررسی کنید (کمک)
- «جدول ۲۰۷ حوزهٔ انتخابیهٔ مجلس دهم». وزارت کشور. بایگانی‌شده از اصلی در ۲۳ مارس ۲۰۱۶. دریافت‌شده در ۲۷ مارس ۲۰۱۶.